# Interior Gateway Routing Protocol
Interior Gateway Routing Protocol (amb acrònim anglès IGRP) és un protocol de vector de distàncies del tipus Interior gateway protocol desenvolupat per l'empresa Cisco. L'IGRP és un prrotocol de passarel·la interior i, per tant, s'empra per intercanviar informació d'enrutament entre passarel·les (normalment encaminadors o ruters) dintre d'una sistema autònom (una sistema autònom és un grup de xarxes i passarel·les que tenen la responsabilitat d'una autoritat administrativa).

## Propietats
- IGPR és un protocol propietari de Cisco.
- IGPR va ser creat per a superar les limitacions del protocol RIP (màxim nombre de hops(salts) de 15 i una única mètrica d'enrutament).
- IGPR té un màxim nombre de salts de 255, per defecte 100.
- IGPR suporta múltiples mètriques per a cada ruta, incloent amplada de banda, retard de xarxa, càrrega de xarxa i fiabilitat.